# Chidera Okolie
Chidera Nneoma Okolie (sinh ngày 27 tháng 3 năm 1993)  là một nhà văn người Nigeria đã thu hút sự chú ý của quốc gia khi cuốn tiểu thuyết đầu tay của cô khi Im lặng trở nên quá ồn ào được xác nhận vào năm 2015 bởi Tổng thống Nigeria Goodluck Jonathan.

## Tiểu sử
Okolie được sinh ra ở Enugu ở Đông Nam Nigeria.
Khi còn nhỏ, Okolie bắt đầu thể hiện những dấu hiệu của tình yêu dành cho văn học, vì cô học rất giỏi trong các khóa học văn học ở trường và cũng bắt đầu viết truyện ngắn cho các bạn cùng lớp, khi còn học trung học.
Okolie tiếp tục học Luật tại Đại học Nigeria và được nhận vào bar Nigeria vào tháng 11 năm 2016.

## Sự nghiệp văn chương
Okolie đã xuất bản cuốn tiểu thuyết đầu tiên của mình, Khi sự im lặng trở nên quá ồn ào, vào tháng 12 năm 2014 khi còn là một sinh viên luật. Vào tháng 3 năm 2015, cuốn tiểu thuyết đã được xác nhận bởi Tổng thống Nigeria, Goodluck Jonathan, trong một sáng kiến kinh doanh tại Abuja.
Vào tháng 9 năm 2017, cô đã phát hành ấn phẩm thứ hai của mình, Không tha thứ, một tập truyện ngắn về tâm lý ly kỳ.

### Ý tưởng sáng tạo
Vào tháng 2 năm 2018, Okolie đã thành lập Idios Creatives, một nền tảng cho các nhà văn và nhà sáng tạo trẻ đầy tham vọng thể hiện sự sáng tạo của họ. Vào tháng 4 năm 2018, cô đã khởi xướng Giải thưởng Idios cho tiểu thuyết và thơ Flash, thu hút sự tham gia của ít nhất 397 học sinh. Một trăm câu chuyện đã được Okolie chọn và biên soạn thành một cuốn sách có tựa đề Tương lai: Tuyển tập truyện ngắn và thơ của trẻ em ở các trường Nigeria được chọn, được phát hành vào tháng 11 năm 2018.

## Danh hiệu
Vào tháng 6 năm 2015, Okolie đã được đề cử cho African Achievers Awards. Năm 2016, cô được vinh danh là Nhà văn tiểu thuyết của năm và là một trong 100 nhà văn Nigeria có ảnh hưởng nhất dưới 40 tại Giải thưởng Nhà văn Nigeria đầu tiên. Cô cũng được vinh danh là Nhà văn tiểu thuyết của năm tại Giải thưởng Phụ nữ Xperience.
Vào tháng 1 năm 2019, cô đã được AvanceMedia liệt kê trong số 100 người Nigeria có ảnh hưởng nhất trong danh mục Luật & Quản trị.